# Corpo Truppe Volontarie
Ne doit pas être confondu avec Corps des volontaires italiens.
Pour les articles homonymes, voir CTV.

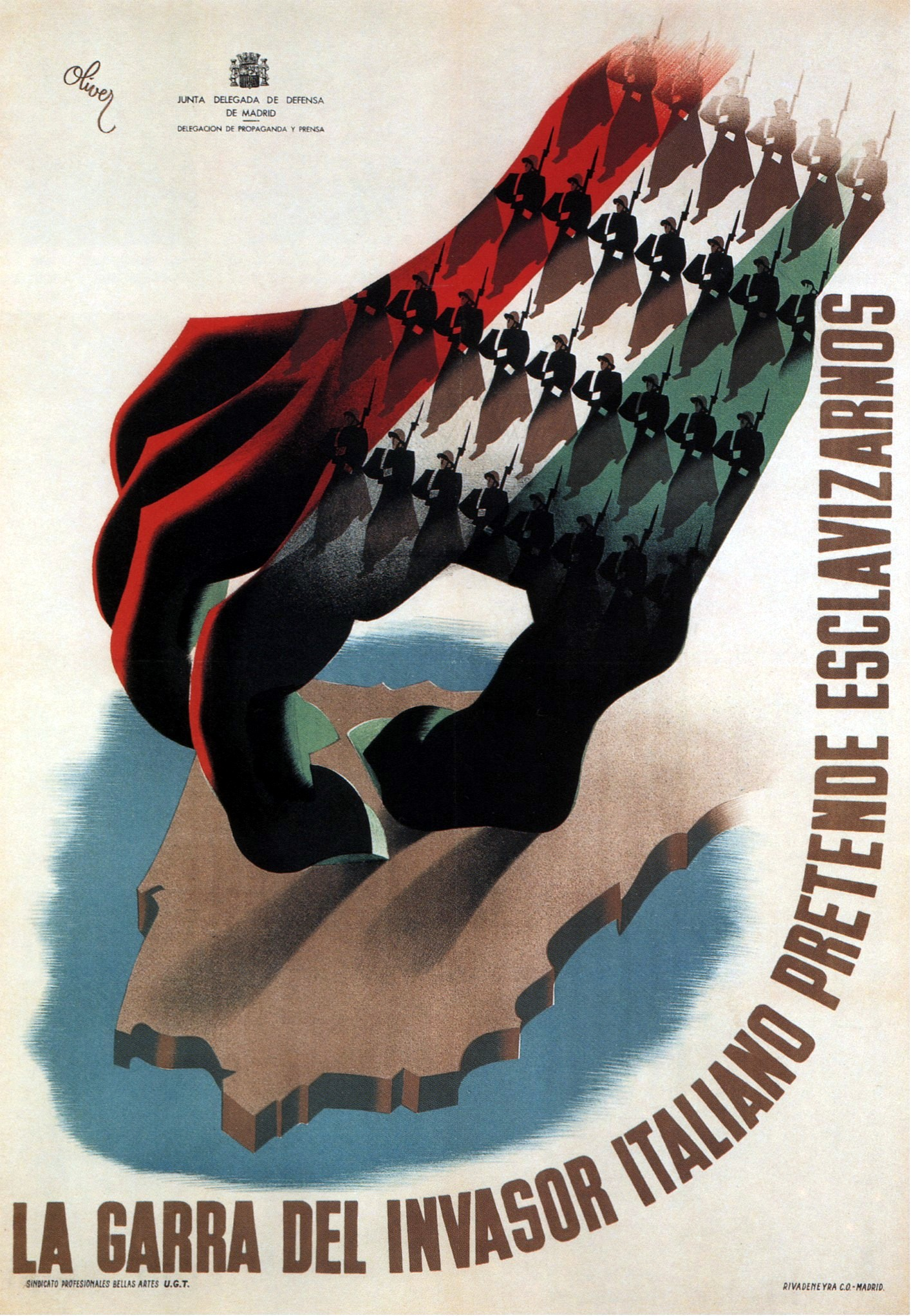
Affiche républicaine contre l'intervention du CTV (« La main de l'envahisseur italien essaie de nous réduire en esclavage »).

Le Corps des Troupes Volontaires (Corpo Truppe Volontarie en italien, abrégé CTV) était le nom du corps expéditionnaire italien envoyé en Espagne entre 1936 et 1939 pour soutenir le général Franco et les forces nationalistes durant la guerre d'Espagne. Ce furent environ 75 000 hommes qui en firent partie. Le CTV fut commandé par Mario Roatta, Ettore Bastico, Mario Berti et Gastone Gambara.

## Contexte
En juillet 1936, au début de la guerre civile, la plupart des troupes d'élite nationalistes étaient concentrées et bloquées au Maroc et sur les îles Canaries. De plus, la marine et l'armée de l'air restèrent assez largement fidèles au gouvernement de la République. Les nationalistes décidèrent alors de demander de l'aide : Adolf Hitler et Benito Mussolini répondirent positivement. Ils envoyèrent des avions de transport avec leurs équipages afin d'aider au transport des troupes du Maroc vers l'Espagne. L'Italie envoya également des fournitures et de l'aide par bateau, déchargeant dans les ports nationalistes ou portugais. Les sous-marins italiens se chargèrent de couler les navires républicains ou soviétiques. Mais l'accord de Nyon de septembre 1937 par la Société des Nations déclara ces actions comme des actes de piraterie, pouvant être sanctionnés par les marines française et anglaise.

## Commandants
Les commandants du Corps des Troupes Volontaires furent : 
- General Mario Roatta - commandant en chef du CTV, de 1936 à 1937

Bataille de Málaga - victoire nationaliste
Bataille de Guadalajara - victoire républicaine
- General Ettore Bastico - commandant en chef du CTV, en 1937

Bataille de Santander - victoire nationaliste
- General Mario Berti - commandant en chef du CTV, de 1937 à 1938

Offensive d'Aragon - victoire nationaliste
- General Gastone Gambara - commandant en chef du CTV, de 1938 à 1939

Offensive de Catalogne - victoire nationaliste

## Engagements

### 1936

#### 24 octobre
Les forces républicaines de Catalogne, sous le commandement du capitaine Alberto Bayo, ayant débarqué à Majorque le 7 septembre, les forces aériennes italiennes furent chargées de les bombarder. Le même jour, les bombardiers italiens lancèrent leur premier raid sur Madrid. Le but de ces opérations était de montrer la puissance des alliés de Franco. Les bombardements sur la capitale continuèrent les jours suivants.

#### 2 novembre
Les bombardiers et les chasseurs italiens et allemands attaquèrent l'aviation soviétique, mais l'opération se solda par de lourdes pertes italiennes.

#### 12 décembre
Après l'échec de l'offensive franquiste sur Madrid, Mussolini décida d'envoyer des troupes régulières en Espagne. Il en prit personnellement la décision avec son ministre des Affaires Étrangères Galeazzo Ciano et le général Mario Roatta, qui étaient deux des hommes les plus influents à ce moment en Italie. Roatta fut fait commandant en chef de la « force expéditionnaire » italienne, et le général Luigi Frusci commandant en second.

#### 23 décembre
Une première formation de 3 000 hommes débarqua à Cadix. Ils portaient alors le nom de « Mission Armée Italienne »

### 1937

#### Janvier
Ce sont environ 40 000 soldats de l'armée régulière italienne et paramilitaires fascistes (Fasci di Combattimento) qui sont envoyés en Espagne. À la fin du mois de février, la force expéditionnaire fut renommée « Corps des troupes volontaires » (Corpo Truppe Volontarie ou CTV). Il fut organisé en quatre divisions :
- 1re division d'infanterie des Chemises noires « Dio lo Vuole » (Dieu le veut)
- 2e division d'infanterie des Chemises noires « Fiamme Nere » (Flammes noires)
- 3e division d'infanterie des Chemises noires « Penne Nere » (Plumes noires)
- 4e division d'infanterie « Littorio » (Licteur) : division entièrement motorisée de l'Armée royale italienne (Regio Esercito) ;

Les divisions des Chemises noires (Camicie Nere, ou CCNN) étaient composées de soldats de l'armée régulière et de miliciens issus du Parti national fasciste. Elles étaient semi-motorisées. On y retrouvait également le régiment d'infanterie des Chemises noires « XXIII de Marzo ».
Le CTV était en outre composé d'un régiment de chars, d'un corps d'artillerie de dix régiments d'artillerie et quatre batteries d'artillerie anti-aérienne.

#### 3 février - 8 février
La 1re division CCNN « Dio lo Vuole », en soutien des troupes nationalistes, lança une offensive contre Málaga. Le 8 février, les Italiens et les nationalistes capturèrent la ville. Cette bataille fut décisive pour les nationalistes. Environ 74 soldats italiens furent tués, 221 blessés et 2 disparus.

#### 8 mars - 23 mars

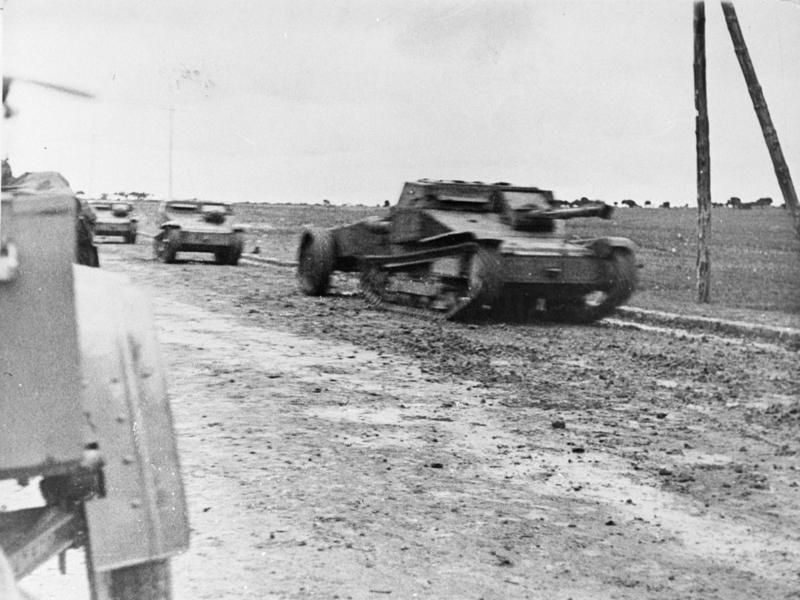
Chars légers italiens à la bataille de Guadalajara (Fonds des archives fédérales allemandes).

Alors que les effectifs du CTV s'élèvaient à 50 000 hommes, Mussolini décida que les troupes italiennes devaient mener une quatrième offensive contre Madrid, connue comme la bataille de Guadalajara. La bataille se conclut sur une victoire républicaine complète, alors que les Italiens subirent de lourdes pertes. L'équipement italien, largement composé de chars légers L3/35 se révéla inefficace contre les chars fournis aux républicains par l'URSS. Les trois divisions CCNN eurent de si lourdes pertes qu'elles furent réorganisées en seulement deux divisions et un régiment de blindés et d'artillerie. À partir de ce moment, les commandants italiens ne purent plus organiser leurs propres mouvements et offensives, et passèrent sous le commandement nationaliste. Quant à l'aviation, elle passa sous le commandement du chef de la légion Condor, le général Hugo Sperrle.

#### Avril - août
Les Italiens furent affectées dans des Flechas (« Flèches ») mixtes italo-espagnoles. Les Italiens y apportaient leurs officiers et personnel technique, les Espagnols les hommes de troupe. Les premières furent la brigade mixte « Flechas Azules » (Flèches bleues) et la brigade mixte « Flechas Negras » (Flèches noires), envoyées respectivement en Estrémadure et en Biscaye. C'est également en Biscaye que se trouvaient le régiment « XXIII de Marzo » et onze autres régiments d'infanterie.

#### Août - septembre
Roatta fut remplacé par le général Ettore Bastico à la tête du CTV. Les troupes italiennes s'illustrèrent à la bataille de Santander, où elles brisèrent le front à Soncillo, puis tinrent pied au Puerto del Escudo. Elles furent ensuite transférées sur le front d'Aragon. Certaines unités furent ensuite envoyées pour participer à la bataille d'El Mazuco.

#### Octobre
Après la campagne du nord, la 1re et la 2e divisions CCNN furent renforcées par la division « XXIII di Marzo » (le Régiment a été requalifié en Division avant la bataille de Santander). Celle-ci fut renommée division « Llamas Negras » (Flammes noires).

### 1938

#### Mars
La brigade « Flechas Negras » fut agrandie et devint la division « Flechas ». Elle servit durant l'offensive d'Aragon, puis participa à la « marche à la mer » avec le reste du CTV. Celui-ci fut placé sous les ordres du général Mario Berti.

#### 18 mars
Barcelone fut la cible de treize raids aériens italiens de grande envergure. Les avions, armés de bombes incendiaires, causèrent la mort de plus de 25 000 civils.

#### Novembre
La division « Flechas » fut renforcée et appelée « Flechas Negras ». Quant à la brigade « Flechas Azules », elle fut agrandie en deux autres divisions « Flechas ». Ces trois divisions Flechas étaient donc :
- division « Flechas Negras » ;
- division « Flechas Azules » ;
- division « Flechas Verdes ».

Ces divisions participèrent, avec le reste du CTV placé sous les ordres de Gastone Gambara, à l'offensive de Catalogne.

### 1939

#### Février
À la suite de la victoire de Franco, les volontaires italiens menés par le général Bastico quittèrent l'Espagne. 32 000 hommes sont alors enregistrés dans l'armée espagnole.

## Asitaliens durant la Guerre d'Espagne
| Nom                  | Victoires |
| Mario Bonzano        | 15        |
| Adriano Mantelli     | 12        |
| Corrado Ricci        | 10        |
| Guido Nobili         | 10        |
| Carlo Romagnoli      | 9         |
| Giuseppe Cenni       | 6         |
| Granco Lucchini      | 5         |
| Enrico degli Incenti | 5         |

## Conséquences
Le succès des nationalistes, le 1er avril 1939 signifiait pour le régime de Mussolini le gain d'un nouvel allié. Mais cela avait été fait à prix élevé, tant en hommes qu'en matériel :
- 3 819 hommes furent tués, 12 000 blessés (sur les 75 000 envoyés) ;
- 3 400 mitrailleuses, 1 400 mortiers, 1 800 pièces d'artillerie, 6 800 véhicules, 160 chars et 760 avions furent perdus.

Le coût financier de cette guerre fut également très élevé, puisqu'il est estimé entre 6 et 8,5 milliards de lires. Cela représentait une perte énorme pour l'économie italienne. Un an plus tard, l'Italie entrait en guerre, sans être totalement remise de cette coûteuse aventure...